# Eastleigh
Pour les articles homonymes, voir Eastleigh (homonymie).
Eastleigh est une ville et un district du Hampshire comptant environ 125 000 habitants, situé sur la côte sud de l'Angleterre entre Southampton et Winchester. La ville est traversée par la rivière Itchen.

## Célébrités
- Benny Hill (1924-1992) : comédien
- Scott Mills (1974-), DJ
- Stephen Gough (c. 1959-), activiste

## Transport

### Air
L’aéroport de Southampton est situé à Eastleigh. Il est desservi par la gare ferroviaire de Southampton Airport Parkway.

### Train
La gare ferroviaire de Eastleigh est sur la voie ferroviaire South Western Main Line qui relie la gare de Londres Waterloo à Weymouth.

### Route
Eastleigh est proche de la jonction entre les 2 autoroutes M3 et M27.

## Sports
- Football : Eastleigh Football Club

## Jumelages
La ville d'Eastleigh est jumelée avec :
- Villeneuve-Saint-Georges (France) ;
- Kornwestheim (Allemagne).